# Lizzia
Lizzia is een geslacht van neteldieren uit de familie van de Rathkeidae.

## Soorten
- Lizzia alvarinoae Segura, 1980
- Lizzia blondina Forbes, 1848
- Lizzia ferrarii Segura, 1980
- Lizzia gracilis (Mayer, 1900)
- Lizzia octostyla (Haeckel, 1879)